# Síntesis: La producción al poder (álbum)
Síntesis: La producción al poder es el tercer doble disco del grupo musical Aviador Dro editado en el año 1983 por el sello "DRO" bajo la referencia DRO-055. 
Se trata de un disco conceptual, presentado en una caja con un libreto de manifiestos de sus ideologías revolucionarias de cara al futuro (Síntesis de la Revolución Dinámica), un LP más comercial (si es que puede denominarse así a la música de los Aviador Dro) con letras basadas en la ciencia ficción y en el futuro (Tesis), un LP más experimental y vanguardista donde expresan sus ideas revolucionarias (Antítesis) y un sencillo (Síntesis), que contiene la canción del mismo nombre en la que se unen las mezclas de los dos discos y la canción "En equipo".

El elepé "Tesis" se caracteriza en general por sus ritmos fáciles, sus melodías sencillas, pegadizas y repetitivas, y por sus letras, en las que nos trasladan a un mundo tecnificado en el que las máquinas son los grandes aliados de la civilización.
El segundo elepé, "Antítesis", se caracteriza por sus melodías obsesivas, más duras, más industriales y experimentales que las del elepé "Tesis".
En 1991 fue editado en formato de doble CD por "La Fábrica Magnética" (ref.: 9110FM42), con una portada diferente a la original en la que se incluían aparte de los temas originales la versión maxi de "Vortex" y "Síntesis" y 2 libretos de la Revolución Dinámica.
En 1998 se reeditó remasterizado por parte de Discos Lollipop (ref.: 108 102-4), rescatándose la cubierta original, incluyéndose como extras 2 pistas de video:
"La arenga de los sindicatos futuristas" de una actuación de 1984 del mítico programa de TVE: "La edad de oro" y "Néstor el Cyborg" de la película "¡¡¡A tope!!!" de 1984.
Posteriormente es reeditado de nuevo por PIAS Spain en 2009 (coincidiendo con el trigésimo aniversario de la banda) y conteniendo temas extras en formato triple CD (ref.: 948.0066.025) y triple vinilo (ref.: 948.0066.015), este último en edición limitada de 500 copias.

## Lista de canciones[3]
(*) LP Tesis
(**) LP Antítesis
(***) Single

| Título                                      | Autor                          | Duración |
| ------------------------------------------- | ------------------------------ | -------- |
| Baila la guerra (*)                         | Servando Carballar             | 4:43     |
| Néstor el Cyborg (*)                        | Servando Carballar             | 4:09     |
| Plancton (*)                                | M: S. Carballar; L: M. Guio    | 4:22     |
| Cadena informativa (*)                      | M: S. Carballar; L: J.A. Gómez | 4:06     |
| Vórtex (*)                                  | Servando Carballar             | 4:29     |
| Antimateria (*)                             | Servando Carballar             | 4:41     |
| El trabajo de las máquinas (*)              | Servando Carballar             | 4:41     |
| Síntesis (*)                                | Servando Carballar             | 2:46     |
| Camarada Bakunin (**)                       | Servando Carballar             | 4:36     |
| Intolerancia (**)                           | Servando Carballar             | 4:14     |
| Nuclear siempre (**)                        | Servando Carballar             | 3:29     |
| Alex y los Drugos (**)                      | Los Drugos                     | 3:33     |
| La arenga de los sindicatos futuristas (**) | Servando Carballar             | 4:51     |
| Destino contra Dios (**)                    | Servando Carballar             | 4:40     |
| Ruido de sables (**)                        | Servando Carballar             | 3:43     |
| Síntesis (**)                               | Servando Carballar             | 3:44     |
| Síntesis (***)                              | Servando Carballar             | 3:44     |
| En equipo (***)                             | Servando Carballar             | 2:46     |